# Institut de culture hispanique
L'Institut de culture hispanique (ICH) était une institution visant à favoriser les relations entre les peuples hispano-américains et l'Espagne, et l'origine de l'actuelle Agence Espagnole pour la Coopération Internationale au Développement. Elle est née en décembre 1945, à un moment où la dictature du général Franco était isolée au niveau international, à la suite de la reconversion du Conseil du patrimoine hispanique fondé en novembre 1940.

## Histoire

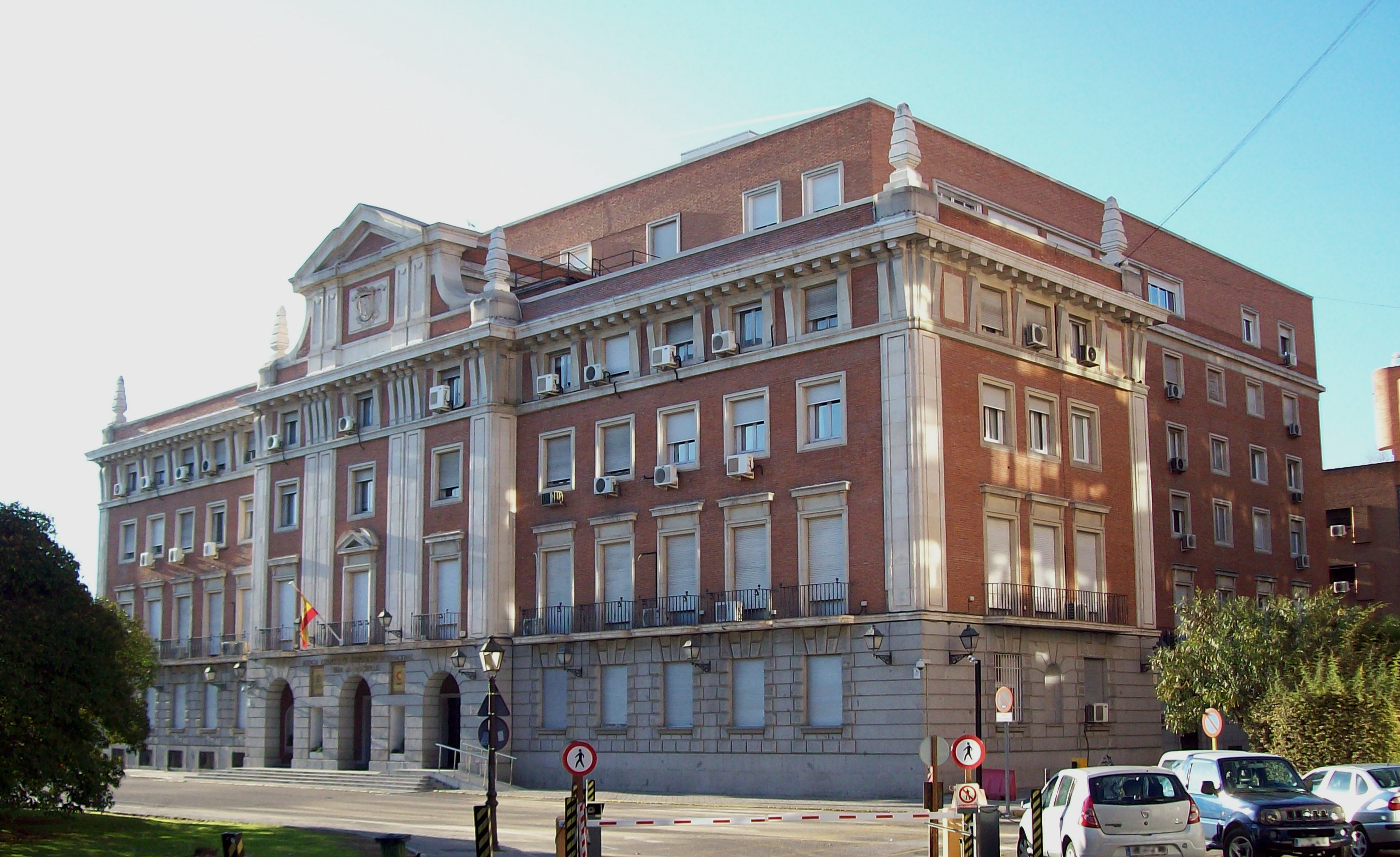
Bâtiment de Luis Martínez-Feduchi, inauguré en 1951, où se trouvait l'Instituto de Cultura Hispánica. C'est aujourd'hui le siège principal de l'AECID.

En novembre 1940, le régime franquiste crée le Conseil du patrimoine hispanique, qui répond à la vision impériale falangiste accordant à l'Espagne le rôle d'"une sorte de tuteur moral et de guide religieux de ses anciennes colonies", concevant l'hispanité comme une "communauté spirituelle indestructible". Le décret fondateur stipulait :

« L'Espagne ne demande rien et ne réclame rien ; elle souhaite seulement rendre à l'Hispanité sa conscience unitaire et être présente en Amérique avec une présence vivante d'intelligence et d'amour, les deux hautes vertus qui ont toujours présidé à notre œuvre d'expansion dans le monde, comme l'esprit aimant de la Reine Catholique l'a ordonné en son temps »

La défaite des puissances de l'Axe lors de la Seconde Guerre mondiale a entraîné l'isolement international de la dictature de Franco. L'une des stratégies de politique étrangère du régime pour rompre l'isolement consistait à faire appel aux républiques d'Amérique latine. Ainsi, en décembre 1945, le "paternaliste" Consejo de la Hispanidad est transformé en Instituto de Cultura Hispánica, un organe consultatif du ministère des affaires étrangères.
Le 4 juillet 1946, lors de la clôture du XIXe Congrès de la Pax Romana à San Lorenzo de El Escorial, auquel participent presque toutes les républiques hispano-américaines (le Costa Rica, le Honduras et la République dominicaine sont absents), quatre-vingt-deux des congressistes décident de créer une nouvelle institution, en accord avec les exigences immédiates de l'hispano-américanisme, et fondent un Institut culturel ibéro-américain, présidé par Pablo Antonio Cuadra. Quelques mois plus tard, ce projet a été repris par l'État espagnol et l'Instituto de Cultura Hispánica a été créé.
Ainsi, par résolution du gouvernement espagnol, l'Instituto de Cultura Hispánica a été créé en tant que corporation de droit public, avec sa propre personnalité juridique, pour promouvoir les relations entre les peuples d'Amérique latine et d'Espagne. Joaquín Ruiz-Giménez Cortés, président du 19e congrès de Pax Romana, devait en être le premier directeur. Le profil politique de l'Institut était souvent déterminé par la présence de noms tels que Blas Piñar, un représentant majeur de l'extrême droite fondamentaliste du régime, qui en a été le directeur entre 1957 et 1962, et qui était chargé de gérer les bourses d'études entre l'Amérique latine et les universités espagnoles. L'Institut a également coordonné la bibliothèque islamique, depuis sa création en 1954, confiée au jésuite Félix María Pareja.
L'une des principales activités de l'Instituto de Cultura Hispánica était l'édition. La maison d'édition Ediciones Cultura Hispánica a eu une grande importance dans le monde de l'édition en langue espagnole. Une analyse exhaustive de ce passé et un catalogue actualisé des publications ont été réalisés en 2003, date à laquelle a été publié l'ouvrage La huella editorial de Instituto de Cultura Hispánica : Ediciones Cultura Hispánica y otras publicaciones : estudios y catálogo (1944-1980).
Il a également été titulaire de la chaire "Ramiro de Maeztu" à l'université de Madrid et, entre autres, du collège "Hernán Cortes" à Salamanque.
Le 27 août 1977, il a été rebaptisé Centre ibéro-américain de coopération et le 11 octobre 1979, l'Institut de coopération ibéro-américaine (ICI) a été créé. Par le décret royal 1527/1988 du 11 novembre 1988, l'ICI et l'Institut culturel hispano-arabe ont été intégrés à l'Agence espagnole de coopération internationale, un organisme autonome rattaché au ministère des affaires étrangères par l'intermédiaire du secrétariat d'État à la coopération internationale et à l'Ibéro-Amérique, créé par le décret royal 1435/1985 du 28 août 1985. L'Agence reprend la gestion de l'ICI sans modifier ses objectifs premiers ni l'orientation de ses activités. En 2007, elle a changé de nom pour devenir l'Agence Espagnole pour la Coopération Internationale pour le Développement (AECID).

## Directeurs
- Joaquín Ruiz-Giménez Cortés (1946-1948)
- Alfredo Sánchez Bella (1948-1956)
- Blas Piñar (1957-1962)[7]
- Gregorio Marañón Moya (1962-1973)
- Juan Ignacio Tena Ybarra (1974-1977)[8]